# Nikollë Bojaxhiu
Nikollë Bojaxhiu (c.  1872 - 1919), también conocido como Nikola Bojaxhiu fue un hombre de negocios, benefactor, político albanés y padre de la monja católica y misionera Madre Teresa. Su compañía construyó el primer teatro de Üsküb (ahora Skopje) y participó en el desarrollo de la línea ferroviaria que conectaba Kosovo con Skopje, un proyecto que él mismo financió.
Un activo activista de los derechos de los albaneses, también fue el único católico elegido para el consejo de la ciudad de Skopje. Bojaxhiu murió en 1919 en circunstancias oscuras, lo que dio lugar a informes que atribuyeron su muerte al envenenamiento por parte de agentes serbios. Sus hijos incluyeron a Lazar y Agnes Bojaxhiu (Madre Teresa).